# 东海街道 (天津市)
东海街道，是中华人民共和国天津市河西区下辖的一个乡镇级行政单位。

## 行政区划
东海街道下辖以下地区：
云江新苑社区、兰江新苑社区、龙江里社区、川江里社区、华江里第一社区、华江里社区第二、松江里社区、粤江里社区、桂江里社区、三水南里社区、汉江里社区和儒林园社区。